# Championnat d'Angleterre de football 2015-2016
Navigation
Édition précédente Édition suivante
| \| Aston Villa Bournemouth Everton Leicester City Liverpool Londres Man. City Man. United Newcastle Norwich Southampton Stoke City Sunderland Swansea City Watford West Brom \| Localisation des clubs engagés dans le championnat. |
| Aston Villa Bournemouth Everton Leicester City Liverpool Londres Man. City Man. United Newcastle Norwich Southampton Stoke City Sunderland Swansea City Watford West Brom                                                           |

| \| Arsenal Chelsea Crystal Palace Tottenham Hotspur West Ham United \| Clubs londoniens |
| Arsenal Chelsea Crystal Palace Tottenham Hotspur West Ham United                        |

La saison 2015-2016 de la Premier League est la 117e édition du championnat d'Angleterre de football et la vingt-quatrième sous l'appellation Premier League. Le plus haut niveau du football professionnel anglais, organisé par la Football Association Premier League, oppose cette saison vingt clubs en une série de trente-huit rencontres jouées entre le 8 août 2015 et le 15 mai 2016.
Lors de cette saison, Chelsea défend son titre face à dix-neuf autres équipes dont trois promus de deuxième division que sont Bournemouth, Watford et Norwich City.
Cinq places qualificatives pour les compétitions européennes sont attribuées par le biais du championnat : trois places directes plus une en barrages de la Ligue des champions, et une en Ligue Europa. Les deux autres places européennes sont celles du vainqueur de la Coupe d'Angleterre et de la Coupe de la Ligue qui sont qualificatives pour la Ligue Europa. Les trois derniers du championnat sont relégués en deuxième division et sont remplacés par les trois promus de cette même division pour l'édition suivante.
Cette saison est marquée par une bataille inattendue pour le titre de champion opposant Leicester City à Tottenham Hotspur, respectivement 14e et 5e la saison précédente, dont les Foxes sortent vainqueurs au terme de la 36e journée de championnat pour remporter le premier titre de champion d'Angleterre de leur histoire, 136 ans après la fondation du club. Cette saison est également marquée par la relégation d'Aston Villa, qui se maintenait depuis 1988 et était alors un des sept clubs à avoir participé à chacune des éditions de la Premier League depuis sa fondation en 1992.

## Clubs participants
Un total de vingt équipes participent au championnat, dix-sept d'entre elles étant déjà présentes la saison précédente, auxquelles s'ajoutent trois promus de deuxième division que sont Bournemouth, Norwich City et Watford qui remplacent les relégués Burnley, Hull City et Queens Park Rangers.
La ville de Londres est de loin la plus représentée avec pas moins de cinq clubs participants, soit un quart du total, qui sont : Arsenal, Chelsea, Crystal Palace, Tottenham et West Ham. Le Nord-Ouest de l’Angleterre est une autre région particulièrement représentée avec les villes de Liverpool et Manchester, chacune abritant deux clubs participants à la compétition : Everton et le Liverpool FC pour l'une, Manchester City et Manchester United pour l'autre. Les Midlands de l'Ouest sont quant à eux représentés par Aston Villa, Stoke City et West Brom. Le Nord-Est est représenté par Sunderland et Newcastle United. L'Est est représenté par Norwich City et Watford. Les deux parties Sud du pays sont représentées par Bournemouth (Sud-Ouest) et Southampton (Sud-Est). Les Midlands de l’Est ne sont représentées que par une équipe, Leicester City, tandis que le Yorkshire-et-Humber ne compte aucun représentant. Le club gallois de Swansea City prend également part à la compétition.
Parmi ces clubs, sept d'entre eux n'ont jamais été relégués depuis la fondation de la Premier League en 1992 : Arsenal, Aston Villa, Chelsea, Everton, Liverpool, Manchester United et Tottenham. En dehors de ces clubs-là, seuls trois autres clubs sont présents dans le championnat depuis les années 2000 : Manchester City (2002), Stoke City (2008) et Sunderland (2007). Il s'agit de la première saison de l’AFC Bournemouth en première division anglaise.
Légende des couleurs
- Phase de groupes de la Ligue des champions 2015-2016
- Tour de barrages de la Ligue des champions 2015-2016
- Phase de groupes de la Ligue Europa 2015-2016
- Troisième tour de qualification de la Ligue Europa 2015-2016
- Premier tour de qualification de la Ligue Europa 2015-2016
- Promu de Championship

| Club                 | Se maintient depuis | Classement 2014-2015 | Entraîneur                                                                 | Depuis    | Stade              | Capacité théorique | Ville          |
| -------------------- | ------------------- | -------------------- | -------------------------------------------------------------------------- | --------- | ------------------ | ------------------ | -------------- |
| Chelsea FC           | 1989                | 1                    | José Mourinho remplacé par Guus Hiddink (par intérim)                      | 2013 2015 | Stamford Bridge    | 41 798             | Londres        |
| Manchester City      | 2002                | 2                    | Manuel Pellegrini                                                          | 2013      | Etihad Stadium     | 55 000             | Manchester     |
| Arsenal FC           | 1919                | 3                    | Arsène Wenger                                                              | 1996      | Emirates Stadium   | 60 272             | Londres        |
| Manchester United    | 1975                | 4                    | Louis van Gaal                                                             | 2014      | Old Trafford       | 75 635             | Manchester     |
| Tottenham Hotspur    | 1978                | 5                    | Mauricio Pochettino                                                        | 2014      | White Hart Lane    | 36 284             | Londres        |
| Liverpool FC         | 1962                | 6                    | Brendan Rodgers remplacé par Jürgen Klopp                                  | 2012 2015 | Anfield            | 45 276             | Liverpool      |
| Southampton FC       | 2012                | 7                    | Ronald Koeman                                                              | 2014      | St Mary's Stadium  | 32 505             | Southampton    |
| Swansea City         | 2011                | 8                    | Garry Monk remplacé par Francesco Guidolin                                 | 2014 2016 | Liberty Stadium    | 20 827             | Swansea        |
| Stoke City FC        | 2008                | 9                    | Mark Hughes                                                                | 2013      | Britannia Stadium  | 27 740             | Stoke-on-Trent |
| Crystal Palace       | 2013                | 10                   | Alan Pardew                                                                | 2015      | Selhurst Park      | 26 255             | Londres        |
| Everton FC           | 1954                | 11                   | Roberto Martínez remplacé par David Unsworth et Joe Royle (par intérim)    | 2013 2016 | Goodison Park      | 39 571             | Liverpool      |
| West Ham United      | 2012                | 12                   | Slaven Bilić                                                               | 2015      | Boleyn Ground      | 35 245             | Londres        |
| West Bromwich Albion | 2010                | 13                   | Tony Pulis                                                                 | 2015      | The Hawthorns      | 26 445             | West Bromwich  |
| Leicester City       | 2014                | 14                   | Claudio Ranieri                                                            | 2015      | King Power Stadium | 36 262             | Leicester      |
| Newcastle United     | 2010                | 15                   | Steve McClaren remplacé par Rafael Benítez                                 | 2015 2016 | St James' Park     | 52 405             | Newcastle      |
| Sunderland AFC       | 2007                | 16                   | Dick Advocaat remplacé par Sam Allardyce                                   | 2015      | Stadium of Light   | 48 707             | Sunderland     |
| Aston Villa          | 1988                | 17                   | Tim Sherwood remplacé par Rémi Garde remplacé par Eric Black (par intérim) | 2015 2016 | Villa Park         | 42 682             | Birmingham     |
| AFC Bournemouth      | 2015                | 1 (FLC)              | Eddie Howe                                                                 | 2012      | Dean Court         | 12 000             | Bournemouth    |
| Watford FC           | 2015                | 2 (FLC)              | Quique Flores                                                              | 2015      | Vicarage Road      | 20 877             | Watford        |
| Norwich City         | 2015                | 3 (FLC)              | Alex Neil                                                                  | 2015      | Carrow Road        | 27 244             | Norwich        |

## Calendrier
Le calendrier de la Premier League est publié le mercredi 17 juin 2015. En règle générale, les matchs sont tous initialement programmés le samedi après-midi, bien que de nombreux matchs soient déplacés pour les besoins de retransmissions télévisées ou d'aménagement du calendrier. Tous les matchs de la 38e journée sont obligatoirement joués en même temps.
Le tableau suivant récapitule le calendrier 2015-2016 des matchs de Premier League. Les tours de Ligue des champions, Ligue Europa, Coupe d'Angleterre et Coupe de la Ligue auxquels des clubs de Premier League participent par la suite sont également indiqués. 

## Résumé de la saison
La grande surprise de la saison est Leicester City. Le club promu en 2014 n'avait en effet échappé à la relégation qu'en toute fin de saison dernière grâce à une série de sept victoires et un match nul sur ses dix derniers matchs qui lui avait alors permis d'assurer son maintien après avoir été relégable de la 10e à la 33e journée, étant dernier au classement la majeure partie de ce temps. À la suite de cette échappatoire, exceptionnelle mais dont les exemples similaires ne manquent pas en Premier League,, une grande partie des spécialistes prévoyaient alors une relégation inévitable la saison suivante. D'autant que le renvoi de Nigel Pearson et son remplacement par Claudio Ranieri, sortant d'une expérience désastreuse comme sélectionneur de la Grèce et décrit comme l'exact opposé de l'Anglais, est alors vu par une partie des fans et des spécialistes avec un certain scepticisme incluant Gary Lineker, ancien joueur du club, décrivant alors cette nomination comme « peu inspirée ».
Après un début de saison convaincant avec notamment une victoire contre Sunderland lors de la 1re journée, le club connait sa première défaite contre Arsenal lors de la 7e journée (2-5). Mais, aidé par une série record de buts sur onze matchs consécutifs de son attaquant Jamie Vardy, il s'agit de l'unique revers du club jusqu'au 26 décembre (18e journée) et une défaite un but à zéro contre Liverpool. Après un match nul un partout contre Aston Villa le 16 janvier (22e journée), Leicester prend définitivement la tête du championnat et la garde jusqu'à la fin de la saison, n'étant plus battu qu'une seule fois, par Arsenal à nouveau, lors de la 26e journée, et remportant plusieurs victoires de suite dont une victoire éclatante sur le score de trois buts à un sur la pelouse du prétendant au titre Manchester City à la 25e journée et une victoire quatre buts à zéro à domicile contre Swansea City lors de la 35e journée. À la suite du match nul deux buts partout entre Chelsea et Tottenham le 2 mai 2016 (36e journée), Leicester est officiellement assuré d'être champion d'Angleterre. Il s'agît du premier titre de champion de première division et de la meilleure performance de l'histoire du club, dépassant la 2e place de 1929. Durant la saison, le club n'a finalement quitté qu'une seule fois les cinq premières places et passé vingt-et-une journées en tête du championnat.
L'autre surprise de la saison est Tottenham, éternel outsider, qui démarre pourtant la saison difficilement, ne gagnant son premier match de championnat qu'à l'occasion de la 5e journée face à Sunderland et n'atteignant les cinq premières places qu'à l'issue de la 10e journée. Par la suite les Spurs grimpent progressivement les échelons au classement et tirent profit de la méforme des concurrents Arsenal et Manchester City pour s'établir à la 2e place du classement à partir de la 25e journée et ambitionner un premier titre de champion depuis 1961, mais la grande forme de Leicester et deux matchs nuls décisifs face à West Brom (1-1) et Chelsea (2-2) lors des 35e et 36e journées mettent un terme définitif aux espoirs des Londoniens qui, malgré une qualification directe pour la Ligue des champions, passent totalement à côté de leur fin de saison et, à la suite d'une défaite cinq buts à un face à un Newcastle United déjà relégué, terminent finalement à la 3e place du championnat derrière le grand rival Arsenal pour la 21e saison consécutive.
Habitué des quatre premières places et en quête du titre de champion depuis les Invincibles de 2004, Arsenal domine brièvement le championnat, occupant la tête du classement entre la 19e et la 23e journée avant de laisser définitivement la place à Leicester, la faute à une inconstance, qui avait déjà coûté aux Gunners plusieurs premières places les saisons précédentes, s'étant traduit notamment par une défaite majeure sur le score de quatre buts à zéro sur la pelouse de Southampton lors de la 18e journée et plusieurs matchs nuls. Les Londoniens parviennent finalement à accrocher la 2e place du championnat en battant sèchement le relégué Aston Villa sur le score de quatre buts à zéro lors de la dernière journée, profitant dans le même temps de la défaite des Spurs à Newcastle.
Dans le même temps, le champion en titre Chelsea vit une saison désastreuse. Régulièrement annoncé comme prétendant à sa propre succession, le club passe finalement la totalité de sa saison entre les 8e et 17e places, renvoyant son entraîneur José Mourinho en décembre et ne parvenant à se qualifier pour aucune compétition européenne pour la première fois en près de deux décennies. Le club termine finalement à la 10e place du championnat.
La chute du champion en titre semble profiter à Manchester City en début de saison, qui tient dans un premier temps son statut de concurrent direct au titre en démarrant la saison sur cinq victoires d'affilée, dont une victoire trois buts à zéro contre Chelsea dès la 2e journée, et onze buts marqués pour aucun encaissé avant de chuter à domicile face à West Ham (1-2) puis à Tottenham (4-1). Après avoir lâché brièvement leur trône à Manchester United à la 7e journée et à Leicester à la 13e journée, les Citizens perdent définitivement la première place à la 15e journée au profit des Foxes à la suite d'une défaite deux buts à zéro contre Stoke City. Le club jongle par la suite entre la 3e et la 4e place, terminant à cette dernière, payant le prix de son inconstance, notamment lors des confrontations face aux autres équipes du haut du classement,.
Du côté des candidats au maintien, l'AFC Bournemouth assure parfaitement sa première saison dans l'élite en se maintenant sans jamais avoir été en danger sérieux, et ce malgré plusieurs blessures sérieuses de cadres de l'équipe tels que le buteur anglais Callum Wilson et les défenseurs Tyrone Mings et Tommy Elphick en début de saison. Watford, West Brom et Crystal Palace parviennent également à se maintenir confortablement.
Le club d'Aston Villa ne parvient quant à lui pas à afficher un niveau suffisant et termine relégué dès la 34e journée terminant à une 20e place à laquelle il est resté attaché à partir de la 10e journée avec un faible total de 17 points.
L'équipe de Sunderland n'assure quant à elle son maintien qu'à l'aube de la 38e journée avec une victoire trois buts à zéro face à Everton après avoir passé la quasi-totalité de la saison dans les places relégables. Cette victoire entraîne par le fait-même la relégation de Newcastle United et Norwich City qui terminent respectivement 18e et 19e.

### Changements d'entraîneurs
| Club             | Entraîneur partant | Motif du départ     | Date de départ   | Position   | Entraîneur arrivant      | Date d'arrivée   |
| ---------------- | ------------------ | ------------------- | ---------------- | ---------- | ------------------------ | ---------------- |
| West Ham United  | Sam Allardyce      | Fin de contrat      | 24 mai 2015      | Pré-saison | Slaven Bilić             | 9 juin 2015      |
| Watford FC       | Slaviša Jokanović  | Fin de contrat      | 5 juin 2015      | Pré-saison | Quique Flores            | 5 juin 2015      |
| Newcastle United | John Carver        | Renvoi              | 9 juin 2015      | Pré-saison | Steve McClaren           | 10 juin 2015     |
| Leicester City   | Nigel Pearson      | Renvoi              | 30 juin 2015     | Pré-saison | Claudio Ranieri          | 13 juillet 2015  |
| Sunderland AFC   | Dick Advocaat      | Démission           | 4 octobre 2015   | 19e        | Sam Allardyce            | 9 octobre 2015   |
| Liverpool FC     | Brendan Rodgers    | Renvoi              | 4 octobre 2015   | 10e        | Jürgen Klopp             | 8 octobre 2015   |
| Aston Villa      | Tim Sherwood       | Renvoi              | 25 octobre 2015  | 19e        | Rémi Garde               | 2 novembre 2015  |
| Swansea City     | Garry Monk         | Renvoi              | 9 décembre 2015  | 15e        | Alan Curtis (en)         | 7 janvier 2016   |
| Chelsea FC       | José Mourinho      | Consentement mutuel | 17 décembre 2015 | 16e        | Guus Hiddink             | 19 décembre 2015 |
| Swansea City     | Alan Curtis (en)   | Fin de l'intérim    | 18 janvier 2016  | 18e        | Francesco Guidolin       | 18 janvier 2016  |
| Newcastle United | Steve McClaren     | Renvoi              | 11 mars 2016     | 19e        | Rafael Benítez           | 11 mars 2016     |
| Aston Villa      | Rémi Garde         | Consentement mutuel | 29 mars 2016     | 20e        | Eric Black               | 29 mars 2016     |
| Everton FC       | Roberto Martínez   | Renvoi              | 12 mai 2016      | 12e        | David Unsworth Joe Royle | 12 mai 2016      |

La fin de la saison 2014-2015 voit le remplacement de plusieurs entraîneurs de clubs de milieu-bas de tableau tels que Sam Allardyce, en fin de contrat à West Ham, remplacé par l'ancien sélectionneur croate Slaven Bilić, John Carver, intérimaire à Newcastle United est remplacé par Steve McClaren après une fin de saison catastrophique ayant vu le club frôler la relégation, et Nigel Pearson de Leicester City, renvoyé malgré un maintien miraculeux en fin de saison durant laquelle l'équipe, alors 20e au classement, a enchaînée sept victoires et un nul sur ses dix derniers matches pour finalement atteindre la 14e place. Ce renvoi est justifié par une détérioration des relations entre l'entraîneur et ses dirigeants. Il est remplacé par l'Italien Claudio Ranieri.
Du côté des promus, Slaviša Jokanović, en fin de contrat à Watford, décide de quitter le club, il est remplacé par Quique Sanchez Flores.
Le 4 octobre 2015, Brendan Rodgers est licencié de Liverpool avec effet immédiat à la suite du match nul (1-1) du club lors du derby du Merseyside face à Everton, le deuxième de la semaine après celui face au FC Sion en Ligue Europa, et un mauvais début de saison (10e avec 12 points et seulement 4 victoires en 11 matchs de compétition). Le club annonce quatre jours plus tard Jürgen Klopp pour le remplacer.
Le 4 octobre également, Dick Advocaat présente sa démission aux dirigeants de Sunderland après un début de saison catastrophique, avec aucune victoire en huit matches et une 19e place. Il est remplacé par Sam Allardyce cinq jours plus tard.
Fin octobre, Tim Sherwood est limogé de son poste d’entraîneur d'Aston Villa. Le club est alors dernier avec 6 points. Le Français Rémi Garde le remplace le 2 novembre. Ne parvenant pas non plus à renverser la vapeur, celui-ci quitte également le club le 29 mars 2016.
Le club de Swansea, alors 15e avec une seule victoire sur ses onze derniers matches, décide de renvoyer le jeune Garry Monk le 9 décembre. Alan Curtis (en) est originellement nommé par intérim jusqu'à la fin de la saison avant que Francesco Guidolin ne soit finalement nommé à plein temps le 18 janvier 2016, le club étant alors 18e en championnat.
Après un début de saison désastreux pour les champions en titre de Chelsea, pointant à la 16e place après 16 journées, le club et José Mourinho décident de se séparer « par consentement mutuel » le 17 décembre. Il est remplacé, par intérim, deux jours plus tard par Guus Hiddink jusqu'à la fin de la saison.
Le 11 mars, Steve McClaren est renvoyé par Newcastle United, l'équipe n'ayant alors remportée que six matches de championnat sur 28 et pointant à la 19e place. Rafael Benítez le remplace le jour-même.
Le 12 mai, l'entraîneur d'Everton Roberto Martínez est renvoyé à la suite d'une défaite trois buts à zéro face à Sunderland, à l'aube de la 38e journée, et d'une saison décevante ayant vue le club ne jamais décoller du milieu de tableau,. Il est remplacé par le duo David Unsworth et Joe Royle pour la dernière journée de championnat.

## Classement et résultats

### Classement
Les équipes sont classées selon leur nombre de points, lesquels sont répartis comme suit : trois points pour une victoire, un point pour un match nul et zéro point pour une défaite. Pour départager les égalités, les critères suivants sont utilisés :
1. Différence de buts générale
2. Nombre de buts marqués

Si ces critères ne permettent pas de départager les équipes à égalité, celles-ci occupent donc la même place au classement officiel. Si deux équipes sont à égalité parfaite au terme du championnat et que le titre de champion, la qualification à une compétition européenne ou la relégation sont en jeu, les deux équipes doivent se départager au cours d'un ou plusieurs matchs d'appui disputés sur terrain neutre.
Les victoires de Manchester City et de Manchester United, déjà qualifiés pour les compétitions européennes, en Coupe de la Ligue et en Coupe d'Angleterre ont amené à la ré-attribution respective des places qualificatives pour la phase de groupes et le troisième tour de qualification de la Ligue Europa à la 6e et à la 7e place du championnat.
| Rang | Équipe               | Pts | J  | G  | N  | P  | Bp | Bc | Diff |
| ---- | -------------------- | --- | -- | -- | -- | -- | -- | -- | ---- |
| 1    | Leicester City       | 81  | 38 | 23 | 12 | 3  | 68 | 36 | +32  |
| 2    | Arsenal FC S         | 71  | 38 | 20 | 11 | 7  | 65 | 36 | +29  |
| 3    | Tottenham Hotspur    | 70  | 38 | 19 | 13 | 6  | 69 | 35 | +34  |
| 4    | Manchester City L    | 66  | 38 | 19 | 9  | 10 | 71 | 41 | +30  |
| 5    | Manchester United C  | 66  | 38 | 19 | 9  | 10 | 49 | 35 | +14  |
| 6    | Southampton FC       | 63  | 38 | 17 | 9  | 11 | 55 | 39 | +16  |
| 7    | West Ham United      | 62  | 38 | 16 | 14 | 8  | 65 | 51 | +14  |
| 8    | Liverpool FC         | 60  | 38 | 16 | 12 | 10 | 63 | 50 | +13  |
| 9    | Stoke City           | 51  | 38 | 14 | 9  | 14 | 41 | 55 | -14  |
| 10   | Chelsea FC T         | 50  | 38 | 12 | 14 | 12 | 59 | 53 | +6   |
| 11   | Everton FC           | 47  | 38 | 11 | 14 | 13 | 59 | 55 | +4   |
| 12   | Swansea City         | 47  | 38 | 12 | 11 | 15 | 42 | 52 | -10  |
| 13   | Watford FC P         | 45  | 38 | 12 | 9  | 17 | 40 | 50 | -10  |
| 14   | West Bromwich Albion | 43  | 38 | 10 | 13 | 15 | 34 | 48 | -14  |
| 15   | Crystal Palace       | 42  | 38 | 11 | 9  | 18 | 39 | 51 | -12  |
| 16   | AFC Bournemouth P    | 42  | 38 | 11 | 9  | 18 | 45 | 67 | -22  |
| 17   | Sunderland AFC       | 39  | 38 | 9  | 12 | 17 | 48 | 62 | -14  |
| 18   | Newcastle United     | 37  | 38 | 9  | 10 | 19 | 44 | 65 | -21  |
| 19   | Norwich City P       | 34  | 38 | 9  | 7  | 22 | 39 | 67 | -28  |
| 20   | Aston Villa          | 17  | 38 | 3  | 8  | 27 | 27 | 76 | -49  |

Qualifications européennes
Ligue des champions 2016-2017
- 1er, 2e et 3e : phase de groupes
- 4e : tour de barrages pour non-champions

Ligue Europa 2016-2017
- 5e et 6e : phase de groupes
- 7e : troisième tour de qualification

Relégation
- 18e, 19e et 20e : relégation en Championship

Abréviations
T : Tenant du titre

C : Vainqueur de la Coupe d'Angleterre

L : Vainqueur de la Coupe de la Ligue

S : Vainqueur du Community Shield

P : Promus de Championship
Source : Classement officiel sur le site de la Premier League.

#### Leader par journée
La frise suivante montre l'évolution des équipes ayant successivement occupé la première place :

#### Lanterne rouge par journée
La frise suivante montre l'évolution des équipes ayant successivement occupé la dernière place :

### Résultats
Le tableau suivant récapitule les résultats « aller » et « retour » du championnat :
| Résultats (▼dom., ►ext.)                                   | ARS | AST | BOU | CHE | CPA | EVE | LEI | LIV | MNC | MNU | NEW | NOR | SOT | STO | SUN | SWA | TOT | WAT | WBA | WHU |
| Arsenal FC                                                 |     | 4-0 | 2-0 | 0-1 | 1-1 | 2-1 | 2-1 | 0-0 | 2-1 | 3-0 | 1-0 | 1-0 | 0-0 | 2-0 | 3-1 | 1-2 | 1-1 | 4-0 | 2-0 | 0-2 |
| Aston Villa                                                | 0-2 |     | 1-2 | 0-4 | 1-0 | 1-3 | 1-1 | 0-6 | 0-0 | 0-1 | 0-0 | 2-0 | 2-4 | 0-1 | 2-2 | 1-2 | 0-2 | 2-3 | 0-1 | 1-1 |
| Bournemouth                                                | 0-2 | 0-1 |     | 1-4 | 0-0 | 3-3 | 1-1 | 1-2 | 0-4 | 2-1 | 0-1 | 3-0 | 2-0 | 1-3 | 2-0 | 3-2 | 1-5 | 1-1 | 1-1 | 1-3 |
| Chelsea FC                                                 | 2-0 | 2-0 | 0-1 |     | 1-2 | 3-3 | 1-1 | 1-3 | 0-3 | 1-1 | 5-1 | 1-0 | 1-3 | 1-1 | 3-1 | 2-2 | 2-2 | 2-2 | 2-2 | 2-2 |
| Crystal Palace                                             | 1-2 | 2-1 | 1-2 | 0-3 |     | 0-0 | 0-1 | 1-2 | 0-1 | 0-0 | 5-1 | 1-0 | 1-0 | 2-1 | 0-1 | 0-0 | 1-3 | 1-2 | 2-0 | 1-3 |
| Everton FC                                                 | 0-2 | 4-0 | 2-1 | 3-1 | 1-1 |     | 2-3 | 1-1 | 0-2 | 0-3 | 3-0 | 3-0 | 1-1 | 3-4 | 6-2 | 1-2 | 1-1 | 2-2 | 0-1 | 2-3 |
| Leicester City                                             | 2-5 | 3-2 | 0-0 | 2-1 | 1-0 | 3-1 |     | 2-0 | 0-0 | 1-1 | 1-0 | 1-0 | 1-0 | 3-0 | 4-2 | 4-0 | 1-1 | 2-1 | 2-2 | 2-2 |
| Liverpool FC                                               | 3-3 | 3-2 | 1-0 | 1-1 | 1-2 | 4-0 | 1-0 |     | 3-0 | 0-1 | 2-2 | 1-1 | 1-1 | 4-1 | 2-2 | 1-0 | 1-1 | 2-0 | 2-2 | 0-3 |
| Manchester City                                            | 2-2 | 4-0 | 5-1 | 3-0 | 4-0 | 0-0 | 1-3 | 1-4 |     | 0-1 | 6-1 | 2-1 | 3-1 | 4-0 | 4-1 | 2-1 | 1-2 | 2-0 | 2-1 | 1-2 |
| Manchester United                                          | 3-2 | 1-0 | 3-1 | 0-0 | 2-0 | 1-0 | 1-1 | 3-1 | 0-0 |     | 0-0 | 1-2 | 0-1 | 3-0 | 3-0 | 2-1 | 1-0 | 1-0 | 2-0 | 0-0 |
| Newcastle United                                           | 0-1 | 1-1 | 1-3 | 2-2 | 1-0 | 0-1 | 0-3 | 2-0 | 1-1 | 3-3 |     | 6-2 | 2-2 | 0-0 | 1-1 | 3-0 | 5-1 | 1-2 | 1-0 | 2-1 |
| Norwich City                                               | 1-1 | 2-0 | 3-1 | 1-2 | 1-3 | 1-1 | 1-2 | 4-5 | 0-0 | 0-1 | 3-2 |     | 1-0 | 1-1 | 0-3 | 1-0 | 0-3 | 4-2 | 0-1 | 2-2 |
| Southampton FC                                             | 4-0 | 1-1 | 2-0 | 1-2 | 4-1 | 0-3 | 2-2 | 3-2 | 4-2 | 2-3 | 3-1 | 3-0 |     | 0-1 | 1-1 | 3-1 | 0-2 | 2-0 | 3-0 | 1-0 |
| Stoke City                                                 | 0-0 | 2-1 | 2-1 | 1-0 | 1-2 | 0-3 | 2-2 | 0-1 | 2-0 | 2-0 | 1-0 | 3-1 | 1-2 |     | 1-1 | 2-2 | 0-4 | 0-2 | 0-1 | 2-1 |
| Sunderland                                                 | 0-0 | 3-1 | 1-1 | 3-2 | 2-2 | 3-0 | 0-2 | 0-1 | 0-1 | 2-1 | 3-0 | 1-3 | 0-1 | 2-0 |     | 1-1 | 0-1 | 0-1 | 0-0 | 2-2 |
| Swansea City                                               | 0-3 | 1-0 | 2-2 | 1-0 | 1-1 | 0-0 | 0-3 | 3-1 | 1-1 | 2-1 | 2-0 | 1-0 | 0-1 | 0-1 | 2-4 |     | 2-2 | 1-0 | 1-0 | 0-0 |
| Tottenham Hotspur                                          | 2-2 | 3-1 | 3-0 | 0-0 | 1-0 | 0-0 | 0-1 | 0-0 | 4-1 | 3-0 | 1-2 | 3-0 | 1-2 | 2-2 | 4-1 | 2-1 |     | 1-0 | 1-1 | 4-1 |
| Watford FC                                                 | 0-3 | 3-2 | 0-0 | 0-0 | 0-1 | 1-1 | 0-1 | 3-0 | 1-2 | 1-2 | 2-1 | 2-0 | 0-0 | 1-2 | 2-2 | 1-0 | 1-2 |     | 0-0 | 2-0 |
| West Bromwich Albion                                       | 2-1 | 0-0 | 1-2 | 2-3 | 3-2 | 2-3 | 2-3 | 1-1 | 0-3 | 1-0 | 1-0 | 0-1 | 0-0 | 2-1 | 1-0 | 1-1 | 1-1 | 0-1 |     | 0-3 |
| West Ham United                                            | 3-3 | 2-0 | 3-4 | 2-1 | 2-2 | 1-1 | 1-2 | 2-0 | 2-2 | 3-2 | 2-0 | 2-2 | 2-1 | 0-0 | 1-0 | 1-4 | 1-0 | 3-1 | 1-1 |     |
| - Victoire à domicile - Match nul - Victoire à l'extérieur |     |     |     |     |     |     |     |     |     |     |     |     |     |     |     |     |     |     |     |     |

### Domicile et extérieur
| Rang | Équipe               | Pts | J  | G  | N | P  | Bp | Bc | Diff |
| ---- | -------------------- | --- | -- | -- | - | -- | -- | -- | ---- |
| 1    | Leicester City       | 42  | 19 | 12 | 6 | 1  | 35 | 18 | +17  |
| 2    | Manchester United    | 41  | 19 | 12 | 5 | 2  | 27 | 9  | +18  |
| 3    | Arsenal FC           | 40  | 19 | 12 | 4 | 3  | 31 | 11 | +20  |
| 4    | Manchester City      | 38  | 19 | 12 | 2 | 5  | 47 | 21 | +26  |
| 5    | Tottenham Hotspur    | 36  | 19 | 10 | 6 | 3  | 35 | 15 | +20  |
| 6    | Southampton FC       | 36  | 19 | 11 | 3 | 5  | 39 | 22 | +17  |
| 7    | West Ham United      | 34  | 19 | 9  | 7 | 3  | 34 | 26 | +8   |
| 8    | Liverpool FC         | 32  | 19 | 8  | 8 | 3  | 33 | 22 | +11  |
| 9    | Swansea City         | 30  | 19 | 8  | 6 | 5  | 20 | 20 | 0    |
| 10   | Newcastle United     | 28  | 19 | 7  | 7 | 5  | 32 | 24 | +8   |
| 11   | Stoke City           | 28  | 19 | 8  | 5 | 6  | 22 | 24 | -2   |
| 12   | Sunderland AFC       | 24  | 19 | 6  | 6 | 7  | 23 | 20 | +3   |
| 13   | Chelsea FC           | 24  | 19 | 5  | 9 | 5  | 32 | 30 | +2   |
| 14   | Watford FC           | 24  | 19 | 6  | 6 | 7  | 20 | 19 | +1   |
| 15   | Everton FC           | 23  | 19 | 6  | 5 | 8  | 35 | 30 | +5   |
| 16   | Norwich City         | 23  | 19 | 6  | 5 | 8  | 26 | 30 | -4   |
| 17   | West Bromwich Albion | 23  | 19 | 6  | 5 | 8  | 20 | 26 | -6   |
| 18   | Crystal Palace       | 21  | 19 | 6  | 3 | 10 | 19 | 23 | -4   |
| 19   | AFC Bournemouth      | 20  | 19 | 5  | 5 | 9  | 23 | 34 | -11  |
| 20   | Aston Villa          | 11  | 19 | 2  | 5 | 12 | 14 | 35 | -21  |

| Rang | Équipe               | Pts | J  | G  | N | P  | Bp | Bc | Diff |
| ---- | -------------------- | --- | -- | -- | - | -- | -- | -- | ---- |
| 1    | Leicester City       | 39  | 19 | 11 | 6 | 2  | 33 | 18 | +15  |
| 2    | Tottenham Hotspur    | 34  | 19 | 9  | 7 | 3  | 34 | 20 | +14  |
| 3    | Arsenal FC           | 31  | 19 | 8  | 7 | 4  | 34 | 25 | +9   |
| 4    | West Ham United      | 28  | 19 | 7  | 7 | 5  | 31 | 25 | +6   |
| 5    | Manchester City      | 28  | 19 | 7  | 7 | 5  | 24 | 20 | +4   |
| 6    | Liverpool FC         | 28  | 19 | 8  | 4 | 7  | 30 | 28 | +2   |
| 7    | Southampton FC       | 27  | 19 | 7  | 6 | 6  | 20 | 19 | +1   |
| 8    | Chelsea FC           | 26  | 19 | 7  | 5 | 7  | 27 | 23 | +4   |
| 9    | Manchester United    | 25  | 19 | 7  | 4 | 8  | 22 | 26 | -4   |
| 10   | Everton FC           | 24  | 19 | 5  | 9 | 5  | 24 | 25 | -1   |
| 11   | Stoke City           | 23  | 19 | 6  | 5 | 8  | 19 | 31 | -12  |
| 12   | AFC Bournemouth      | 22  | 19 | 6  | 4 | 9  | 22 | 33 | -11  |
| 13   | Crystal Palace       | 21  | 19 | 5  | 6 | 8  | 20 | 28 | -8   |
| 14   | Watford FC           | 21  | 19 | 6  | 3 | 10 | 20 | 31 | -11  |
| 15   | West Bromwich Albion | 20  | 19 | 4  | 8 | 7  | 14 | 22 | -8   |
| 16   | Swansea City         | 17  | 19 | 4  | 5 | 10 | 22 | 32 | -10  |
| 17   | Sunderland AFC       | 15  | 19 | 3  | 6 | 10 | 25 | 42 | -17  |
| 18   | Norwich City         | 11  | 19 | 3  | 2 | 14 | 13 | 37 | -24  |
| 19   | Newcastle United     | 9   | 19 | 2  | 3 | 14 | 12 | 41 | -29  |
| 20   | Aston Villa          | 6   | 19 | 1  | 3 | 15 | 13 | 41 | -28  |

## Statistiques

### Évolution du classement
Le tableau suivant récapitule le classement au terme de chacune des journées définies par le calendrier officiel, les matchs joués en retard sont pris en compte la journée suivante.
| Journées →     | 1  | 2  | 3  | 4  | 5  | 6  | 7  | 8  | 9  | 10 | 11 | 12 | 13 | 14 | 15 | 16 | 17 | 18 | 19 | 20 | 21 | 22 | 23 | 24 | 25 | 26 | 27 | 28 | 29 | 30 | 31 | 32 | 33 | 34 | 35 | 36 | 37 | 38 | En tête | Relégable |
| -------------- | -- | -- | -- | -- | -- | -- | -- | -- | -- | -- | -- | -- | -- | -- | -- | -- | -- | -- | -- | -- | -- | -- | -- | -- | -- | -- | -- | -- | -- | -- | -- | -- | -- | -- | -- | -- | -- | -- | ------- | --------- |
| Arsenal        | 19 | 11 | 9  | 6  | 4  | 5  | 4  | 2  | 2  | 2  | 2  | 2  | 4  | 4  | 2  | 2  | 2  | 2  | 1  | 1  | 1  | 1  | 3  | 4  | 3  | 3  | 3  | 3  | 3  | 3  | 3  | 3  | 3  | 3  | 4  | 3  | 3  | 2  | 4       | 1         |
| Aston Villa    | 5  | 10 | 14 | 12 | 15 | 17 | 18 | 18 | 19 | 20 | 20 | 20 | 20 | 20 | 20 | 20 | 20 | 20 | 20 | 20 | 20 | 20 | 20 | 20 | 20 | 20 | 20 | 20 | 20 | 20 | 20 | 20 | 20 | 20 | 20 | 20 | 20 | 20 |         | 32        |
| Bournemouth    | 14 | 19 | 13 | 11 | 16 | 14 | 16 | 15 | 17 | 17 | 17 | 18 | 19 | 18 | 17 | 14 | 14 | 14 | 16 | 16 | 16 | 15 | 16 | 15 | 15 | 15 | 15 | 15 | 14 | 13 | 13 | 13 | 11 | 13 | 14 | 15 | 16 | 16 |         | 4         |
| Chelsea        | 8  | 16 | 10 | 13 | 17 | 15 | 14 | 16 | 12 | 15 | 15 | 16 | 15 | 14 | 14 | 16 | 15 | 15 | 14 | 14 | 14 | 14 | 13 | 13 | 13 | 12 | 11 | 10 | 10 | 10 | 10 | 10 | 10 | 10 | 9  | 9  | 9  | 10 |         |           |
| Crystal Palace | 3  | 7  | 5  | 2  | 6  | 8  | 7  | 4  | 6  | 7  | 10 | 8  | 10 | 7  | 6  | 6  | 6  | 5  | 5  | 7  | 8  | 8  | 11 | 12 | 12 | 13 | 14 | 14 | 15 | 15 | 16 | 16 | 16 | 16 | 16 | 16 | 14 | 15 |         |           |
| Everton        | 9  | 5  | 7  | 9  | 7  | 6  | 5  | 7  | 9  | 11 | 9  | 9  | 7  | 9  | 9  | 10 | 10 | 9  | 11 | 11 | 11 | 11 | 12 | 11 | 8  | 11 | 12 | 11 | 12 | 12 | 12 | 12 | 12 | 11 | 11 | 11 | 12 | 11 |         |           |
| Leicester      | 2  | 2  | 2  | 3  | 2  | 4  | 8  | 5  | 5  | 5  | 3  | 3  | 1  | 2  | 1  | 1  | 1  | 1  | 2  | 2  | 2  | 2  | 1  | 1  | 1  | 1  | 1  | 1  | 1  | 1  | 1  | 1  | 1  | 1  | 1  | 1  | 1  | 1  | 21      |           |
| Liverpool      | 6  | 3  | 3  | 7  | 10 | 13 | 9  | 10 | 10 | 9  | 8  | 10 | 9  | 6  | 8  | 9  | 9  | 8  | 7  | 8  | 9  | 9  | 7  | 8  | 9  | 8  | 9  | 8  | 7  | 8  | 9  | 9  | 8  | 7  | 7  | 8  | 8  | 8  |         |           |
| Man. City      | 1  | 1  | 1  | 1  | 1  | 1  | 2  | 1  | 1  | 1  | 1  | 1  | 3  | 1  | 3  | 3  | 3  | 3  | 3  | 3  | 3  | 3  | 2  | 2  | 4  | 4  | 4  | 4  | 4  | 4  | 4  | 4  | 4  | 4  | 3  | 4  | 4  | 4  | 12      |           |
| Man. United    | 7  | 4  | 4  | 5  | 3  | 2  | 1  | 3  | 3  | 4  | 4  | 4  | 3  | 3  | 4  | 4  | 5  | 6  | 6  | 5  | 6  | 5  | 5  | 5  | 5  | 5  | 5  | 5  | 6  | 6  | 6  | 5  | 5  | 5  | 5  | 5  | 5  | 5  | 1       |           |
| Newcastle      | 10 | 15 | 17 | 19 | 20 | 19 | 19 | 20 | 18 | 19 | 18 | 17 | 17 | 19 | 18 | 15 | 17 | 18 | 18 | 18 | 19 | 18 | 18 | 18 | 17 | 18 | 18 | 19 | 19 | 19 | 19 | 19 | 19 | 19 | 19 | 17 | 18 | 18 |         | 29        |
| Norwich        | 18 | 9  | 8  | 14 | 9  | 11 | 12 | 13 | 16 | 16 | 16 | 15 | 16 | 16 | 16 | 18 | 16 | 17 | 15 | 15 | 15 | 16 | 17 | 17 | 18 | 17 | 17 | 18 | 18 | 18 | 17 | 17 | 17 | 17 | 18 | 19 | 19 | 19 |         | 10        |
| Southampton    | 11 | 17 | 18 | 10 | 11 | 16 | 10 | 9  | 8  | 8  | 7  | 7  | 8  | 10 | 12 | 12 | 12 | 12 | 12 | 13 | 12 | 10 | 8  | 7  | 7  | 6  | 7  | 9  | 9  | 7  | 7  | 7  | 7  | 8  | 8  | 7  | 6  | 6  |         | 1         |
| Stoke          | 16 | 14 | 16 | 18 | 18 | 18 | 17 | 14 | 11 | 14 | 14 | 12 | 11 | 12 | 11 | 11 | 11 | 11 | 10 | 10 | 7  | 7  | 9  | 10 | 11 | 10 | 8  | 7  | 8  | 9  | 8  | 8  | 9  | 9  | 10 | 10 | 10 | 9  |         | 3         |
| Sunderland     | 17 | 20 | 19 | 20 | 19 | 20 | 20 | 19 | 20 | 18 | 19 | 19 | 18 | 17 | 18 | 19 | 19 | 19 | 19 | 19 | 18 | 19 | 19 | 19 | 19 | 19 | 19 | 17 | 17 | 17 | 18 | 18 | 18 | 18 | 17 | 18 | 17 | 17 |         | 30        |
| Swansea        | 12 | 6  | 6  | 4  | 8  | 7  | 11 | 11 | 14 | 12 | 13 | 14 | 14 | 15 | 15 | 17 | 18 | 16 | 17 | 17 | 17 | 17 | 15 | 16 | 16 | 16 | 16 | 16 | 16 | 16 | 15 | 15 | 13 | 14 | 15 | 13 | 11 | 12 |         | 1         |
| Tottenham      | 15 | 13 | 15 | 16 | 12 | 9  | 6  | 8  | 7  | 6  | 5  | 5  | 5  | 5  | 5  | 5  | 4  | 4  | 4  | 4  | 4  | 4  | 4  | 3  | 2  | 2  | 2  | 2  | 2  | 2  | 2  | 2  | 2  | 2  | 2  | 2  | 2  | 3  |         |           |
| Watford        | 13 | 12 | 12 | 17 | 13 | 10 | 13 | 12 | 15 | 13 | 11 | 11 | 13 | 11 | 10 | 7  | 7  | 7  | 9  | 9  | 10 | 12 | 10 | 9  | 10 | 9  | 10 | 12 | 13 | 14 | 14 | 14 | 15 | 12 | 12 | 12 | 13 | 13 |         |           |
| West Brom      | 20 | 18 | 20 | 14 | 14 | 12 | 15 | 17 | 13 | 10 | 12 | 13 | 12 | 13 | 13 | 13 | 13 | 13 | 13 | 12 | 13 | 13 | 14 | 14 | 14 | 14 | 13 | 13 | 11 | 11 | 11 | 11 | 14 | 15 | 13 | 14 | 15 | 14 |         | 3         |
| West Ham       | 4  | 8  | 11 | 8  | 5  | 3  | 3  | 6  | 4  | 3  | 6  | 6  | 6  | 8  | 7  | 8  | 8  | 10 | 8  | 6  | 5  | 6  | 6  | 6  | 6  | 7  | 6  | 6  | 5  | 5  | 5  | 6  | 6  | 6  | 6  | 6  | 7  | 7  |         |           |

En gras et italique, les équipes comptant au moins un match en retard :
1. ↑  Liverpool FC-Everton FC et Newcastle United-Manchester City, matchs de la 27e journée reportés du fait de la finale de la Coupe de la Ligue se déroulant le même week-end, joué entre la 34e et la 35e journée[62],[63].
2. ↑  Arsenal FC-West Bromwich Albion, Manchester United-Crystal Palace, Liverpool FC-Chelsea FC, Sunderland AFC-Everton FC et West Ham United-Watford FC, matchs de la 30e journée reportés du fait des quarts de finale de la Coupe d'Angleterre se déroulant le même week-end, joué entre la 34e et la 35e journée[64],[65],[62],[66],[67],[68],[63].
3. ↑  Norwich City-Watford FC et West Ham United-Manchester United, match de la 35e journée reporté du fait des demi-finales de la Coupe d'Angleterre se déroulant le même week-end, joué entre la 37e et la 38e journée[69],[65].

| Rang | Joueur         | Club              | Buts |
| ---- | -------------- | ----------------- | ---- |
| 1    | Harry Kane     | Tottenham Hotspur | 25   |
| 2    | Sergio Agüero  | Manchester City   | 24   |
| 2    | Jamie Vardy    | Leicester City    | 24   |
| 4    | Romelu Lukaku  | Everton FC        | 18   |
| 5    | Riyad Mahrez   | Leicester City    | 17   |
| 6    | Olivier Giroud | Arsenal           | 16   |
| 7    | Jermain Defoe  | Sunderland AFC    | 15   |
| 8    | Odion Ighalo   | Watford           | 15   |
| 9    | Alexis Sánchez | Arsenal FC        | 13   |
| 10   | Troy Deeney    | Watford           | 13   |

| Rang | Joueur            | Club              | Pd |
| ---- | ----------------- | ----------------- | -- |
| 1    | Mesut Özil        | Arsenal FC        | 19 |
| 2    | Christian Eriksen | Tottenham Hotspur | 13 |
| 3    | Dimitri Payet     | West Ham United   | 12 |
| 3    | Dušan Tadić       | Southampton FC    | 12 |
| 5    | Riyad Mahrez      | Leicester City    | 11 |
| 5    | James Milner      | Liverpool FC      | 11 |
| 5    | David Silva       | Manchester City   | 11 |
| 8    | Dele Alli         | Tottenham Hotspur | 9  |
| 8    | Kevin De Bruyne   | Manchester City   | 9  |
| 8    | Erik Lamela       | Tottenham Hotspur | 9  |

## Récompenses de la saison

### Récompenses annuelles
| Prix                          | Vainqueur       | Club              |
| ----------------------------- | --------------- | ----------------- |
| Entraîneur de la saison       | Claudio Ranieri | Leicester City    |
| Joueur de la saison           | Riyad Mahrez    | Leicester City    |
| Jeune joueur de la saison PFA | Dele Alli       | Tottenham Hotspur |
| Joueur de la saison PFA       | Riyad Mahrez    | Leicester City    |
| Joueur de la saison FWA       | Jamie Vardy     | Leicester City    |
| Meilleur buteur de la saison  | Harry Kane      | Tottenham Hotspur |
| Meilleur passeur de la saison | Mesut Özil      | Arsenal FC        |

#### Équipe-type
Équipe-type de Premier League 2015-2016 de la PFA :
- Gardien :
 David de Gea (Manchester United)
- Défenseurs :
 Danny Rose (Tottenham Hotspur)
 Wes Morgan (Leicester City)
 Toby Alderweireld (Tottenham Hotspur)
 Héctor Bellerín (Arsenal FC)
- Milieux de terrain :
 Dimitri Payet (West Ham United)
 N'Golo Kanté (Leicester City)
 Dele Alli (Tottenham Hotspur)
 Riyad Mahrez (Leicester City)
- Attaquants :
 Harry Kane (Tottenham Hotspur)
 Jamie Vardy (Leicester City)

### Récompenses mensuelles
Le tableau suivant récapitule les différents vainqueurs des titres honorifiques d'entraîneur et de joueur du mois attribués par la Barclays.
| Mois      | Joueur du mois  | Joueur du mois    | Entraîneur du mois    | Entraîneur du mois |
| Mois      | Joueur          | Club              | Entraîneur            | Club               |
| --------- | --------------- | ----------------- | --------------------- | ------------------ |
| Août      | André Ayew      | Swansea City      | Manuel Pellegrini     | Manchester City    |
| Septembre | Anthony Martial | Manchester United | Mauricio Pochettino   | Tottenham Hotspur  |
| Octobre   | Jamie Vardy     | Leicester City    | Arsène Wenger         | Arsenal FC         |
| Novembre  | Jamie Vardy     | Leicester City    | Claudio Ranieri       | Leicester City     |
| Décembre  | Odion Ighalo    | Watford FC        | Quique Sánchez Flores | Watford FC         |
| Janvier   | Sergio Agüero   | Manchester City   | Ronald Koeman         | Southampton FC     |
| Février   | Fraser Forster  | Southampton FC    | Mauricio Pochettino   | Tottenham Hotspur  |
| Mars      | Harry Kane      | Tottenham Hotspur | Claudio Ranieri       | Leicester City     |
| Avril     | Sergio Agüero   | Manchester City   | Claudio Ranieri       | Leicester City     |